# Liste der Stolpersteine in der Provinz Rovigo

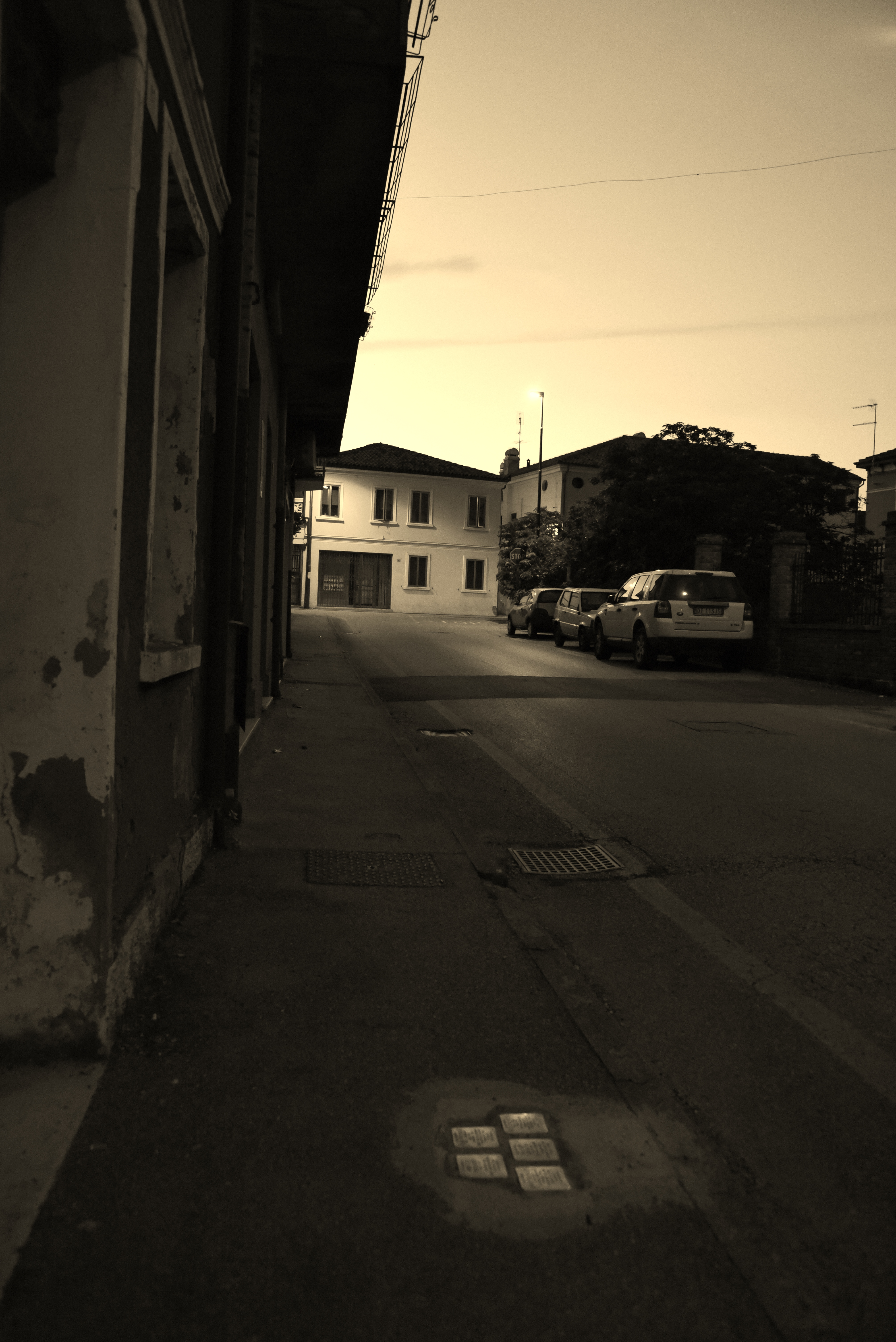
Stolpersteine in Costa di Rovigo zur Erinnerung an die Familie Buchaster, darunter den 5-jährigen Manfred, der von SS-Männern abgeholt wurde, nachdem seine Großmutter bereits in einer Gaskammer in Auschwitz ermordet worden war.

Die Liste der Stolpersteine in der Provinz Rovigo enthält die Stolpersteine in der italienischen Kleinstadt Costa di Rovigo in Venetien. Sie sollen an das Schicksal der Menschen aus dieser Region erinnern, die von den deutschen Nationalsozialisten ermordet, deportiert, vertrieben oder in den Suizid getrieben wurden. Die auf Italienisch pietre d'inciampo bezeichneten Stolpersteine wurden von Gunter Demnig am 19. Januar 2016 verlegt.

## Juden auf der Flucht
Dem Holocaust fielen in Costa di Rovigo keine eingesessenen Juden zum Opfer, sondern es handelte sich um während der Wirren der NS-Herrschaft in weiten Teilen Europas zugewanderte oder zugewiesene.
So hatte Carlo Gruen auf Weisung der italienischen Faschisten zwar Ljubljana verlassen müssen, lebte aber folgend ungefährdet in Costa di Rovigo, bis die Nationalsozialisten die Macht übernahmen. Die aus Leipzig hierher geflüchtete Familie Buchaster konnte ihren 5-jährigen Sohn bzw. Enkel Manfred bei einer Familie unterbringen, bevor die Eltern und Großeltern von deutschen Streitkräften nach Auschwitz deportiert wurden. In ihrem Bemühen, alle Juden auszurotten, kamen deutsche SS-Männer jedoch erneut in die Kleinstadt, um den kleinen Jungen abzuholen.
Zum Zeitpunkt der deutschen Machtübernahme hatten von insgesamt 13 Kindern von Feige und Haim Buchaster noch zehn in Italien gelebt. Dem NS-Regime gelang es, die Eltern, zwei Söhne und zwei Enkelsöhne zu ermorden. Die überwiegende Mehrzahl der Nachkommen der Buchasters überlebte die Shoah jedoch und kämpfte für den Aufbau des Staates Israel. Das Schicksal der Familie zeigt plastisch, wie eng der deutsche Rassenwahn mit der Staatsgründung Israels verknüpft war.

## Verlegte Stolpersteine
Die Tabellen sind teilweise sortierbar; die Grundsortierung erfolgt alphabetisch nach dem Familiennamen.

### Costa di Rovigo
In Costa di Rovigo wurden an zwei Adressen sechs Stolpersteine verlegt.
| Stolperstein | Übersetzung | Verlegeort                 | Name, Leben |
| ------------ | --- | -------------------------- | --- |
|              | HIER WOHNTE FEIGE BUCHASTER GEBORENE HASENLAUF GEBOREN 1880 GEFLÜCHTET 1939 AUS LEIPZIG, DEUTSCHLAND VERHAFTET 3.12.1943 DEPORTIERT 1944 AUSCHWITZ ERMORDET      | Via Giacomo Matteotti 42 · | Feige Buchaster, geborenen Hasenlauf, wurde am 15. März 1880 in Bochnia (Österreich-Ungarn) geboren. Sie war die Tochter von Elias Simon Borgenicht (1842–1916) und Ryfka Hasenlauf (1845–1925). Sie hatte fünf Geschwister, deren Schicksal weitgehend unbekannt ist, ausgenommen die beiden Brüder Majer Borgenicht (1866–1937) und Chaim Josef Hasenlauf (1872–1937), die beide bereits vor dem Holocaust verstarben. Sie heiratete Haim Leib Buchaster, der ebenfalls aus Bochnia stammte. Die Eheleute müssen relativ rasch nach Leipzig übersiedelt sein, denn alle ihre 13 Kinder wurden dort geboren: - Hermann Osias (geb. 28. Dezember 1904) heiratete Scheindla Sally Goldstein und hatte mit ihr einen Sohn. - Tony (geb. 3. Juli 1906), die Bernard Goldberg heiratete und zwei Söhne hatte. - Jakob (geb. 13. Oktober 1907) heiratete Paula Speyer und hatte einen Sohn, Manfred. - Israel (geb. 5. Januar 1909) verstarb bereits am 19. April 1909. - Kalman Mandel (geb. 27. Januar 1910) verstarb bereits am 8. Februar 1910. - Marie (geb. 9. April 1911) heiratete Hermann Zvi Stienmesser und hatte einen Sohn. - Nathan (geb. 13. September 1912) heiratete Zvia Lotte Segall und hatte zwei Kinder, darunter zumindest ein Sohn. - Bertha (geb. 27. Oktober 1913) heiratete Moshe Moritz Bromberger und hatte mit ihm zwei Kinder. - Leon David (geb. 31. Januar 1915) verstarb am 28. Juni 1924. - Eliyahu (geb. 28. Dezember 1916) heiratete Caroline Buchaster und hatte vermutlich sechs Kinder. Er verstarb am 16. April 2006 in Kvutzat Yavne in Israel. - Zeev Wolf Isaak (geb. 9. März 1920) heiratete Riva Green und hatte mit ihr zwei Kinder. - Ester Elsa (geb. 17. Juni 1921) war zweimal verheiratet und hatte vier Kinder. - Simi Selma (geb. 7. Januar 1923) heiratete einen Mann namens Kauftheil und hatte mit ihm zwei Kinder. 1939 flüchtete sie zusammen mit ihrem Ehemann nach Mailand. Sie blieben dort bis 1940, Feigel und Haim wollten zu diesem Zeitpunkt nach Palästina fliehen, wo sich bereits sechs ihrer Kinder befanden. Der Fluchtversuch scheiterte: sie befanden sich an Bord eines Schiffes, welches im libyschen Hafen von Bengasi von italienischen Kräften angehalten und von Afrika zurück nach Kalabrien geschickt wurde. Sie wurden im Internierungslager Ferramonti di Tarsia interniert. Dort befanden sich auch schon Jakob, Paula und Manfred. Die Familie Buchaster kam nach Costa di Rovigo, hier waren sie dem internamento libero unterworfen, der sogenannten freien Internierung, der Ort durfte nicht verlassen werden, sie durften sich aber innerhalb des Ortes frei bewegen. Die Familie lebte hier zwei friedliche Jahre, vom Herbst 1941 bis zum Herbst 1943. Nach dem Waffenstillstand vom 8. September 1943 und der folgenden deutschen Invasion zerbrach der Anschein von Frieden. Am 3. Dezember 1943 wurde Familie Buchaster verhaftet und in das Gefängnis von Rovigo überstellt. Die Verweigerung des Leiters der Haftanstalt Kinder aufzunehmen rettete vorerst Manfred, Feigels Enkelsohn. Feigels Mann Haim war zu krank und wurde in ein Krankenhaus eingeliefert, wurde 1944 aber auch deportiert. Am 24. Juni 1944 wurden Feigel, Jakob und Paula ins Durchgangslager Fossoli überstellt und am 26. Juni 1944 mit dem Transport Nr. 13 ins Vernichtungslager Auschwitz deportiert. Der Zug kam dort am 30. Juni 1944 an. Feigel Buchaster wurde unmittelbar nach der Ankunft ermordet. Vom NS-Regime ermordet wurden auch zwei ihrer Söhne, Hermann Buchaster am 31. Oktober 1942 in Auschwitz (ebendort auch 1943 seine Frau und 1944 der gerade 10 Jahre alt gewordene Sohn Bernhard) und Jakob Buchaster, 1944 ebenfalls in Auschwitz. Acht ihrer Kinder konnten sich rechtzeitig in Sicherheit bringen, sieben mutmaßlich nach Palästina. Tochter Tony verstarb 1982 in New York, alle anderen verstarben in Israel, teils in biblischem Alter: Nathan 1965, Marie 1991, Zeev Wolf 1999, Simi Selma 2003, Eliyahu 2006 und Ester Elsa 2011. |
|              | HIER WOHNTE HAIM LEIB BUCHASTER GEBOREN 1877 GEFLÜCHTET 1939 AUS LEIPZIG, DEUTSCHLAND VERHAFTET 1944 ERMORDET                                                    | Via Giacomo Matteotti 42 · | Haim Leib Buchaster wurde am 20. September 1877 in Bochnia (Österreich-Ungarn) geboren. Er war der Sohn von Jacob Buchaster und er heiratete Feigel Hasenlauf, die ebenfalls aus Bochnia stammte. Das Paar hatte dreizehn Kinder, acht Söhne und fünf Töchter. Von den Söhnen verstarben zwei bereits im Kindbett und ein dritter im Alter von neun Jahren. Zwei weitere Söhne, eine Schwiegertochter und zwei Enkelsöhne wurden Opfer der Shoah. Den anderen acht Kindern gelang rechtzeitig die Emigration nach Palästina. 1925 war er Mitglied des neu gegründeten Vereines Jüdischer Reisender zu Leipzig, die Geschäftsstelle des Vereines befand sich anfänglich bei Haim Buchaster in der Nordstraße 3. 1939 flüchtete Haim zusammen mit seiner Frau nach Mailand. Sie blieben dort bis 1940, Haim und Feigel wollten zu diesem Zeitpunkt nach Palästina fliehen, wo sich bereits sechs ihrer Kinder befanden. Der Fluchtversuch scheiterte: sie befanden sich an Bord eines Schiffes, welches im libyschen Hafen von Bengasi von italienischen Kräften angehalten und von Afrika zurück nach Kalabrien geschickt wurde. Danach wurde das Ehepaar im Internierungslager Ferramonti di Tarsia interniert. Dort befand sich schon Sohn Jakob mit Frau und Kind. Die Familie Buchaster kam nach Costa di Rovigo, hier waren sie dem internamento libero unterworfen, der sogenannten freien Internierung, der Ort durfte nicht verlassen werden, sie durften sich aber innerhalb des Ortes frei bewegen. Die Familie verbrachte hier zwei friedliche Jahre, vom Herbst 1941 bis zum Herbst 1943. Nach dem Waffenstillstand vom 8. September 1943 und der folgenden deutschen Invasion zerbrach der Anschein von Frieden. Am 3. Dezember 1943 wurde Familie Buchaster verhaftet und in das Gefängnis von Rovigo überstellt. Die Verweigerung des Leiters der Haftanstalt Kinder aufzunehmen rettete vorerst Manfred, Haims Enkelsohn. Haim wurde auf Grund seines gesundheitlichen Zustandes in ein Krankenhaus eingeliefert. 1944 wurde er schließlich auch deportiert. Haim Leib Buchaster hat die Shoah nicht überlebt. Seine Frau, Jakob und Paula wurden am 24. Juni 1944 ins Durchgangslager Fossoli überstellt und am 26. Juni 1944 mit dem Transport Nr. 13 ins Vernichtungslager Auschwitz deportiert. Der Zug kam dort am 30. Juni 1944 an. Haims Frau Feigel Buchaster wurde unmittelbar nach der Ankunft ermordet. Seine Söhne Herrmann und Jakob sowie seine Enkelsöhne Bernhard und Manfred haben die Shoah ebenfalls nicht überlebt. |
|              | HIER WOHNTE JAKOB BUCHASTER GEBOREN 1907 LEIPZIG, DEUTSCHLAND GEFLÜCHTET 1939 VERHAFTET 3.12.1943 DEPORTIERT 1944 AUSCHWITZ ERMORDET                             | Via Giacomo Matteotti 42 · | Jakob Buchaster wurde als Sohn von Haim Leib Buchaster und Feige Hasenlauf am 13. Oktober 1900 in Leipzig geboren. Er heiratete Paula Falek 1936. 1937 zog Jakob mit Paula in Humboldstr. 9 in Leipzig. 1938 wurde Sohn Manfred geboren. Jakob erhielt für sich und seine Familie keine Ausreisepapiere für die USA. Er floh 1939 mit Frau und Sohn nach italien, hier wurden sie im Internierungslager Ferramonti di Tarsia interniert. Auch seine Eltern, deren Flucht nach Palästina auch nicht gelang, landen in diesem Internierungslager. Die fünf Mitglieder der Familie Buchaster kamen nach Costa di Rovigo, hier waren sie dem internamento libero unterworfen, der sogenannten freien Internierung, der Ort durfte nicht verlassen werden, sie durften sich aber innerhalb des Ortes frei bewegen. Die Familie lebte hier zwei friedliche Jahre, vom Herbst 1941 bis zum Herbst 1943. Nach dem Waffenstillstand vom 8. September 1943 und der folgenden deutschen Invasion zerbrach der Anschein von Frieden. Am 3. Dezember 1943 wurde Familie Buchaster verhaftet und in das Gefängnis von Rovigo überstellt. Die Verweigerung des Leiters der Haftanstalt Kinder aufzunehmen rettete vorerst Manfred, Jakobs Sohn. Er wurde bei Nachbarn, der Familie Giuriola, untergebracht. Jakobs Vater Haim wurde auf Grund seines Zustandes in ein Krankenhaus gebracht (seine Deportation erfolgte 1944). Am 24. Juni 1944 wurden Jakob, Paula und Feigel ins Durchgangslager Fossoli überstellt und am 26. Juni 1944 mit dem Transport Nr. 13 ins Vernichtungslager Auschwitz deportiert. Der Zug kam dort am 30. Juni 1944 an. Jakob kam in das Männerlager Birkenau, er war unter anderem in der Lehmgrube tätig. Er lebte noch am 29. September 1944. Jakob Buchaster hat die Shoah nicht überlebt. Seine Frau Paula war nach Bergen-Belsen transportiert worden, wo sie am 15. April 1945 befreit wurde. Jakobs Sohn wurde im Juli 1944 von der SS bei den Nachbarn abgeholt und wurde auch ermordet. Für Jakob Buchaster, seine Frau und Sohn Manfred liegen in Leipzig drei Stolpersteine vor ihrer ehemaligen Wohnadresse. |
|              | HIER WOHNTE MANFRED BUCHASTER GEBOREN 1938 LEIPZIG, DEUTSCHLAND GEFLÜCHTET 1939 VERHAFTET JULI 1944 SCHICKSAL UNBEKANNT                                          | Via Giacomo Matteotti 42 · | Manfred Buchaster wurde am 19. September 1939 in Leipzig geboren, seine Eltern waren Jakob und Paula Buchaster. Die Familie lebte in Leipzig in der Humboldtstraße 9. Nachdem die Familie keine Ausreisepapiere für die USA erhielt, floh die Familie 1939 nach Italien, hier wurden sie im Internierungslager Ferramonti di Tarsia interniert. Auch Manfreds Großeltern landen schließlich in diesem Internierungslager. Familie Buchaster kommt, dem internamento libero (freie Internierung) unterworfen, nach Costa di Rovigo. Hier lebte Manfred die folgenden zwei Jahre, von 1941 bis 1943, mit seiner Familie. Nach der deutschen Invasion wurde die Familie Buchaster am 3. Dezember 1943 verhaftet. Der Gefängnisleiter verweigerte aber die Aufnahme des Kindes und Manfred kann bei Nachbarn, der Familie Giuriola, untergebracht werden. Manfreds Eltern und seine Großmutter wurden deportiert. Im Juli 1944 wurde auch Manfred von der SS abgeholt. Manfred Buchaster hat die Shoah nicht überlebt. Manfreds Mutter konnte die Shoah überleben. Im Oktober 2006 wurde die Stadtbücherei von Costa di Rovigo in Gedenken an Manfred Buchaster nach ihm benannt. Des Weiteren befinden sich drei weitere Stolpersteine für die Familie in Leipzig vor der ehemaligen Wohnadresse. |
|              | HIER WOHNTE PAULA BUCHASTER GEBORENE FALEK GEBOREN 1912 LEIPZIG, DEUTSCHLAND GEFLÜCHTET 1939 VERHAFTET 3.12.1943 DEPORTIERT 1944 AUSCHWITZ BERGEN-BELSEN BEFREIT | Via Giacomo Matteotti 42 · | Paula Buchaster, geborene Falek, wurde am 26. Juli 1912 in Dresden geboren. Sie war ab 1936 mit Jakob Buchaster verheiratet. 1937 wurde der gemeinsame Sohn Manfred geboren. Nachdem die Familie keine Ausreisepapiere für die USA erhielt, flüchteten die drei nach Italien, hier wurden sie im Internierungslager Ferramonti di Tarsia interniert. Auch ihre Schwiegereltern, deren Flucht nach Palästina ebenfalls nicht gelang, landeten einige Zeit später in diesem Internierungslager. Die fünf Mitglieder der Familie Buchaster kamen nach Costa di Rovigo, hier waren sie dem internamento libero unterworfen, der sogenannten freien Internierung, der Ort durfte nicht verlassen werden, sie durften sich aber innerhalb des Ortes frei bewegen. Die Familie lebte hier zwei friedliche Jahre, vom Herbst 1941 bis zum Herbst 1943. Nach dem Waffenstillstand vom 8. September 1943 und der folgenden deutschen Invasion zerbrach der Anschein von Frieden. Am 3. Dezember 1943 wurde Familie Buchaster verhaftet und in das Gefängnis von Rovigo überstellt. Die Verweigerung des Leiters der Haftanstalt Kinder aufzunehmen rettete vorerst Manfred, Paulas Sohn. Er wurde bei Nachbarn, der Familie Giuriola, untergebracht. Am 24. Juni 1944 wurden Paula, Jakob und Feigel ins Durchgangslager Fossoli überstellt und am 26. Juni 1944 mit dem Transport Nr. 13 ins Vernichtungslager Auschwitz deportiert. Der Zug kam dort am 30. Juni 1944 an. Paula wurde von hier weiter nach Bergen-Belsen deportiert. Dort wurde sie am 15. April 1945 befreit. Sie emigrierte in die USA und heiratete dort erneut, Hermann Speier, der ebenfalls emigriert war. Das Paar bekam eine Tochter, Sandy. Am 13. Januar 1994 verstarb sie in New York. Tochter Sandy erforschte die Geschichte der Familie Buchaster, vor allem die ihres Halbbruders Manfred. Ihr Ehemann Jakob kam in das Männerlager Birkenau und überlebte nicht. Auch Sohn Manfred hat die Shoah nicht überlebt. Für Paula Buchaster, ihren Mann und Sohn Manfred liegen in Leipzig drei Stolpersteine vor ihrer ehemaligen Wohnadresse. |
|              | HIER WOHNTE CARL GRUEN GEBOREN 1894 GEFLÜCHTET 1941 AUS JUGOSLAWIEN VERHAFTET 1944 ERMORDET                                                                      | Via Umberto I. ·           | Carl Gruen wurde 1894 in Wien geboren. Er lebte mit seiner Frau Mira und seinem Sohn in der slowenischen Stadt Ljubljana. Nach der Invasion der Achsenmächte in Jugoslawien wurde der Familie aufgetragen, Ljubljana stand unter italienischer Okkupation, sich nach Costa di Rovigo zu begeben, wo sie einem internamento libero unterlagen, einer „freien Internierung“. Im Januar 1942 konnten Frau und Sohn nach Ljubljana zurückkehren, weil Mira Gruen keine Jüdin war. Carl Gruen musste in Costa di Rovigo verbleiben. Nach der Machtübernahme des NS-Regimes in Italien wurde er zweimal verhaftet, im Dezember 1943 und im Juli 1944, und konnte aufgrund seiner Sehschwäche beide Male Krankenhausaufenthalte erreichen und von dort entkommen. Die dritte Verhaftung im September 1944 überlebte er nicht. Wo und wann er ermordet wurde, ist nicht bekannt. |

### Lendinara
In Lendinara wurde ein Stolperstein verlegt.
| Stolperstein | Übersetzung | Verlegeort                           | Name, Leben                    |
| ------------ | ----------- | ------------------------------------ | ------------------------------ |
|              |             | Vicolo del Castello, 1 · Lendinara · | Herbert Marbach (1906–1944/45) |

### Rovigo
In der Provinzhauptstadt Rovigo wurde ein Stolperstein verlegt.
| Stolperstein | Übersetzung                                                                              | Verlegeort               | Name, Leben                                 |
| ------------ | ---------------------------------------------------------------------------------------- | ------------------------ | ------------------------------------------- |
|              | HIER WOHNTE LUIGIA MODENA GEBOREN 1881 VERHAFTET 28.7.1944 DEPORTIERT AUSCHWITZ ERMORDET | Via Giacomo Matteotti 42 | Luigia Modena Colorni (1881–1944 oder 1945) |

## Verlegedaten
Die Stolpersteine in Costa da Rovigo wurden am 19. Januar 2016 von Gunter Demnig persönlich verlegt.
Die Verlegung des Stolpersteines in Rovigo erfolgte am 27. Januar 2022 in Abwesenheit des Künstlers. Am 25. April 2024 wurde in Lendinara ein Stolperstein verlegt.